# Emanuele Gazzo
Emanuele Gazzo (Genova, 2 agosto 1908 – Bruxelles, 25 agosto 1994) è stato un giornalista italiano.

## Biografia
Laureato all'Università di Genova in scienze economiche ma attratto dalla letteratura, fonda con Aldo Capasso nel 1932 la casa editrice Emiliano degli Orfini. Partecipa alla Resistenza nelle file liberalsocialiste e, dopo la liberazione, inizia a lavorare come giornalista. Dopo un'esperienza su varie testate entra all'ANSA dove rimane fino al 1953 quando, con l'allora presidente dell'agenzia di stampa Lodovico Riccardi, partecipa come direttore alla nascita di Agence Europe con sede in Lussemburgo. Alla sua morte gli furono dedicati necrologi da "Le Monde" 
 e "El País" e un volumetto di Hommage dal Parlamento europeo.